# Cause your love 〜白いmelody〜
「Cause your love 〜白いmelody〜」（コーズ・ユア・ラブ しろいメロディ）は、佐藤ひろ美の楽曲。Bee'が作詞、西脇辰弥が作曲を手掛けた。佐藤のメジャー10枚目、および通算19枚目のシングルとしてのシングルとして2006年7月28日にb-fairy recordsから発売された。

## 概要
佐藤のソロシングルとしては前作「Dream Maker」以来、約4か月ぶりのリリースとなる。
表題曲はPlayStation 2用ゲームソフト『GALAXY ANGEL II 絶対領域の扉』のエンディングテーマとして使用された。『ギャラクシーエンジェル』のゲーム主題歌を担当するのは「終わりなきPrelude」以来3作目となる。

## チャート成績
初週1,567枚を売り上げ、2006年8月7日付オリコン週間シングルランキングで初登場68位を獲得した。チャート登場回数は2回。累計2,901枚のセールスを記録した。

## シングル収録内容
| #         | タイトル                                    | 作詞      | 作曲・編曲 | 時間  |
| --------- | ------------------------------------------- | --------- | ---------- | ----- |
| 1.        | 「Cause your love 〜白いmelody〜」          | Bee'      | 西脇辰弥   | 4:32  |
| 2.        | 「VIOLETA」                                 | 佐藤裕美  | 太田雅友   | 3:21  |
| 3.        | 「Cause your love 〜白いmelody〜」(karaoke) |           |            | 4:32  |
| 4.        | 「VIOLETA」(karaoke)                        |           |            | 3:19  |
| 合計時間: | 合計時間:                                   | 合計時間: | 合計時間:  | 15:44 |

## 収録アルバム
| 曲名                           | 収録アルバム                     | 発売日        | 備考 |
| ------------------------------ | -------------------------------- | ------------- | ---- |
| Cause your love 〜白いmelody〜 | Brilliant Moon                   | 2007年5月25日 |      |
| Cause your love 〜白いmelody〜 | ギャラクシーエンジェル ベスト    | 2009年3月25日 |      |
| Cause your love 〜白いmelody〜 | 佐藤ひろ美 THE BEST -Ever Green- | 2010年9月22日 |      |